# Aleuroclava citrifolii
Aleuroclava citrifolii là một loài côn trùng cánh nửa trong họ Aleyrodidae, phân họ Aleyrodinae.
Aleuroclava citrifolii được Corbett miêu tả khoa học đầu tiên năm 1935.